# Ушебті

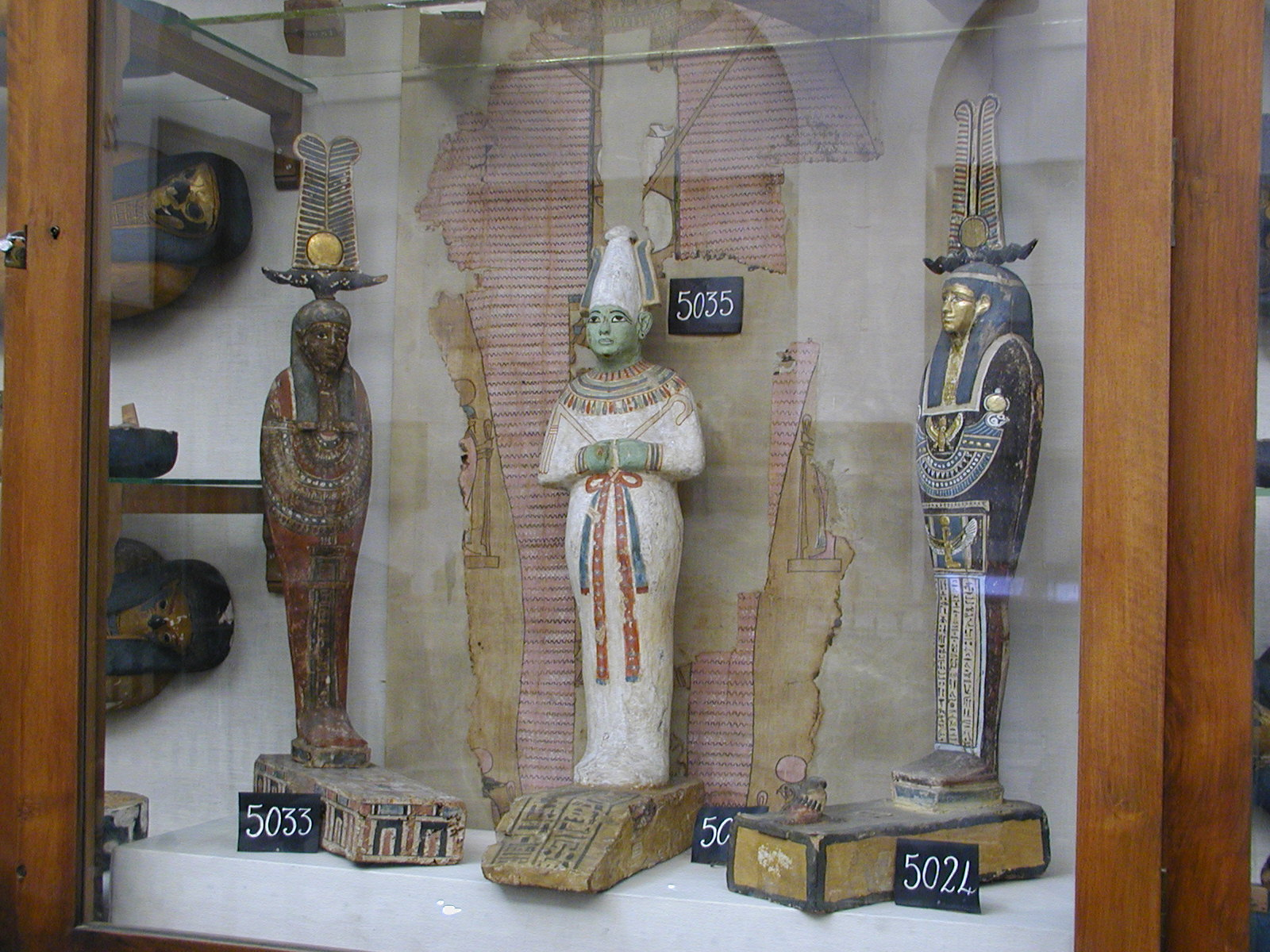
Ушебті у Каїрському єгипетському музеї

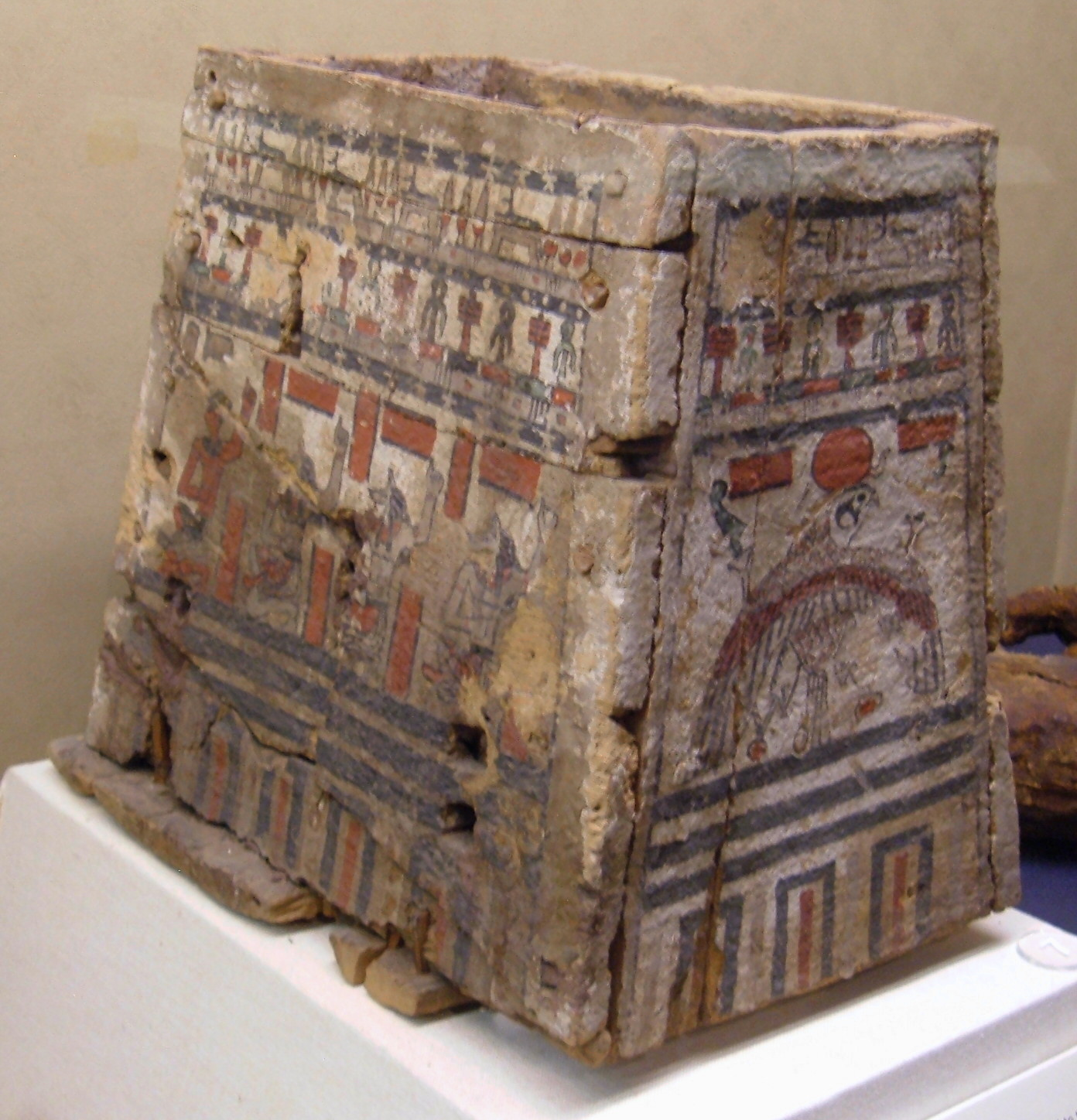
Скриня з ушебті

Уше́бті — в давньоєгипетських поховальних обрядах спеціальні фігурки, що зображують людей, як правило зі схрещеними на грудях руками, або з будь-якими знаряддями праці. Необхідні вони були для того, щоб виконувати замість господаря різну роботу в потойбічному світі. Виготовлялися ушебті звичайно з дерева або м'якого каменю — алебастру і стеатиту.

## Використання в обрядах
Існує поширена і досить-таки стійка думка, що кількість ушебті має становити 365 штук — за кількістю днів у році (по одній фігурці ушебті на день). Проте в єгиптології, це одиничний випадок. Зазвичай кількість ушебті коливається від декількох десятків до декількох сотень. Все залежало від статків їхнього господаря. Іноді ушебті дарувалися покійному родичами, друзями або царем. Наприклад, на одній постаті ушебті з Ермітажу (№ 892), що належала єгиптянці Аті, ззаду є приписка, що подарував цього ушебті «Син її, що дає життя імені її, доглядач воріт Амона, Аменмесу». Дуже часто фігурок було багато, і тоді їх складали в спеціальний ящик, а іноді таких «скриньок для ушебті» могло бути дві. Магічні тексти, які писали на ушебті входили до Книги мертвих.

## Етимологія
Існують декілька теорій етимології слова «ушебті». Одна з них пояснює походження слова від «шабтей» — назви породи дерева персеї, адже перші фігурки ушебті були виконані з дерева. Однак повністю довіряти цій теорії не доводиться — справа в тому, що не знайдено жодної ушебті, зробленої саме з персеї. Інша можлива етимологічна паралель — термін wSb, що перекладається як «годувати», адже ці «працівники» були годувальниками своїх господарів. Але з годувальником «ушебті» став асоціюватися в пізні періоди єгипетський історії. Найбільш правдоподбним виглядає припущення про те, що ушебті походить від слова «відповідач». Хоча слід зазначити, що в силу специфіки відносин стародавніх єгиптян до своєї мови, можна припустити, що ушебті у них повинно було вступати в етимологічний зв'язок з усіма трьома розглянутими тут прикладами. Так було, принаймні, в кінці Нового Царства і наступні епохи Стародавнього Єгипту.

## Галерея ушебті з музею Лувру

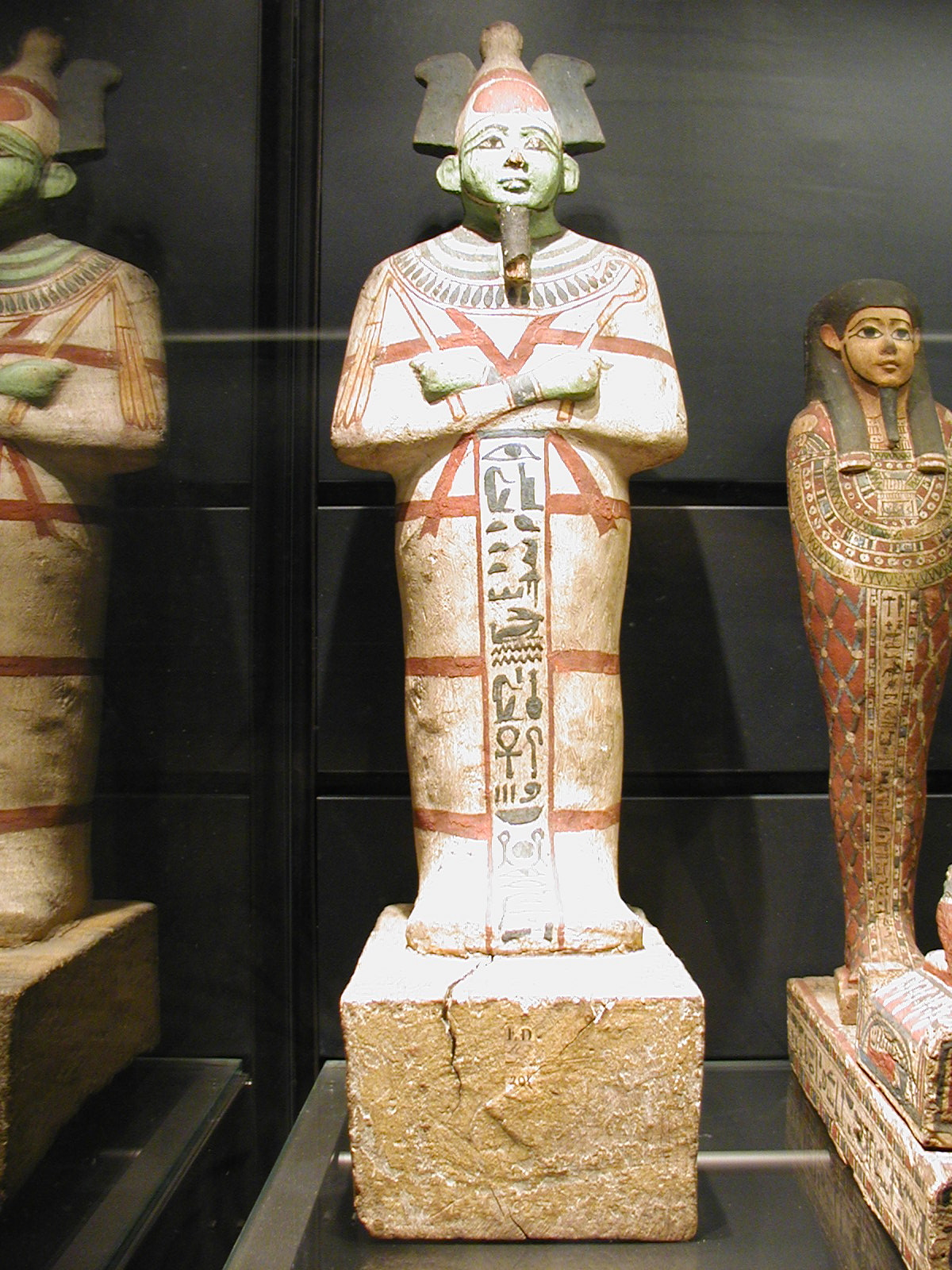
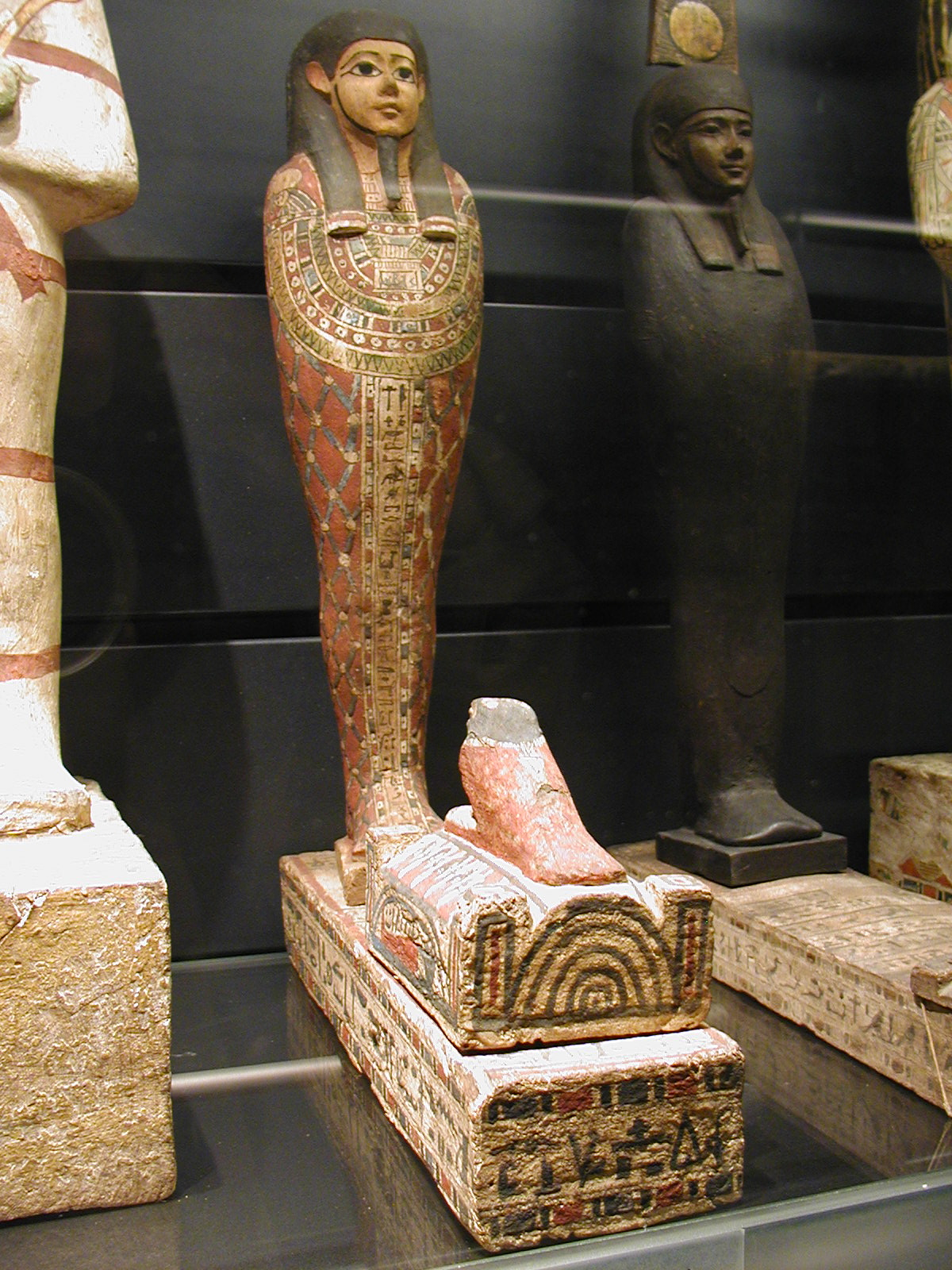
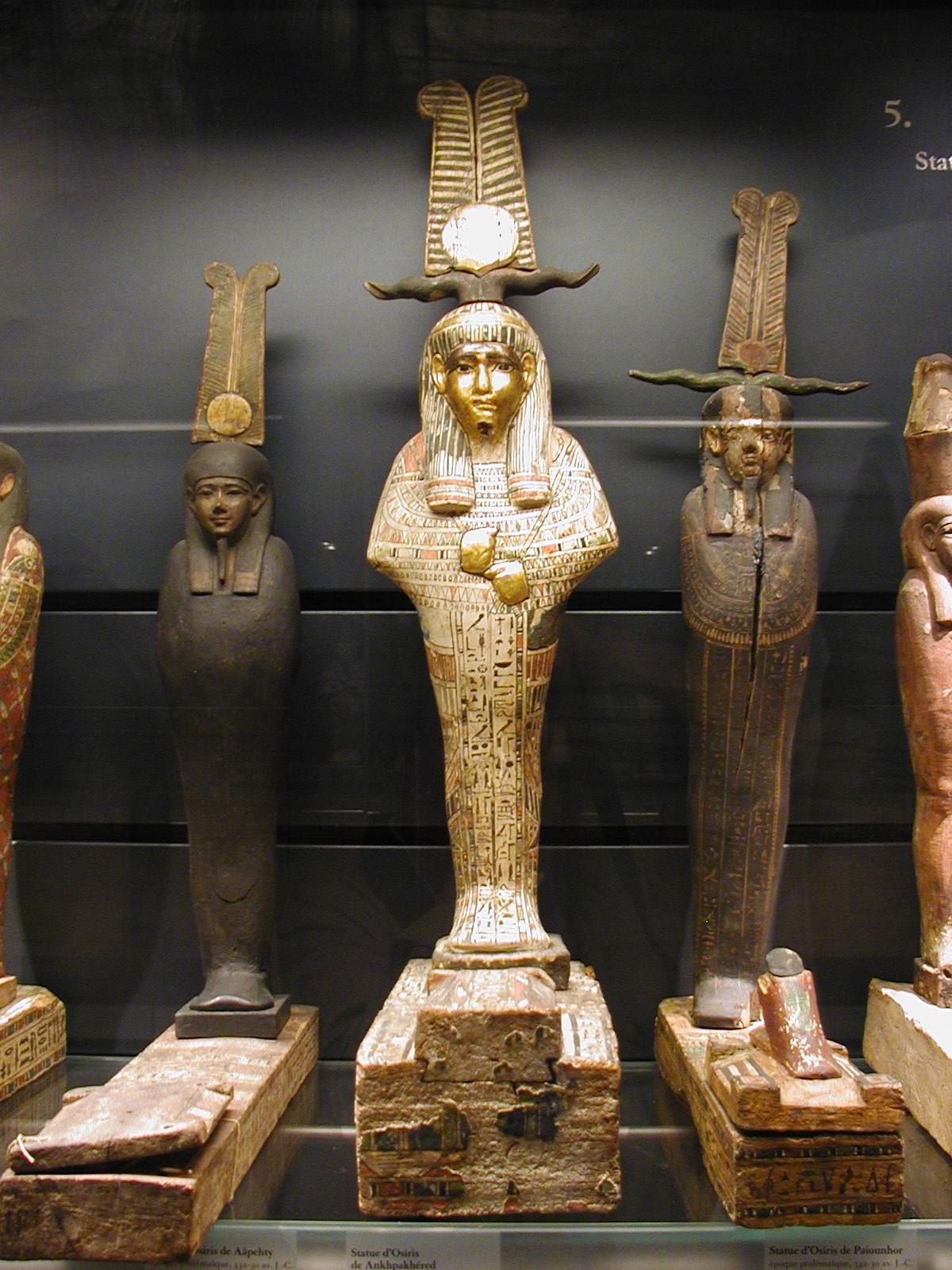
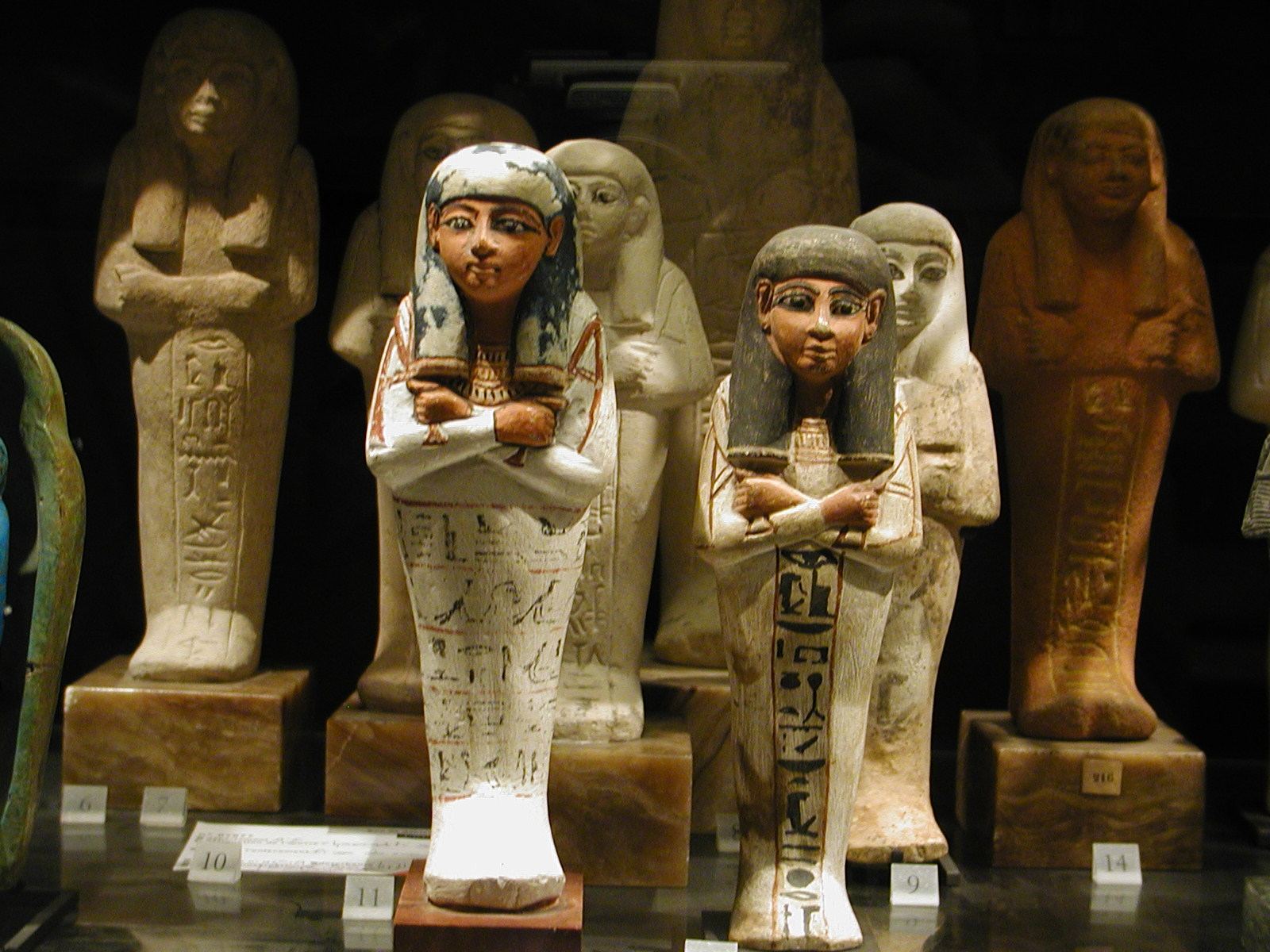
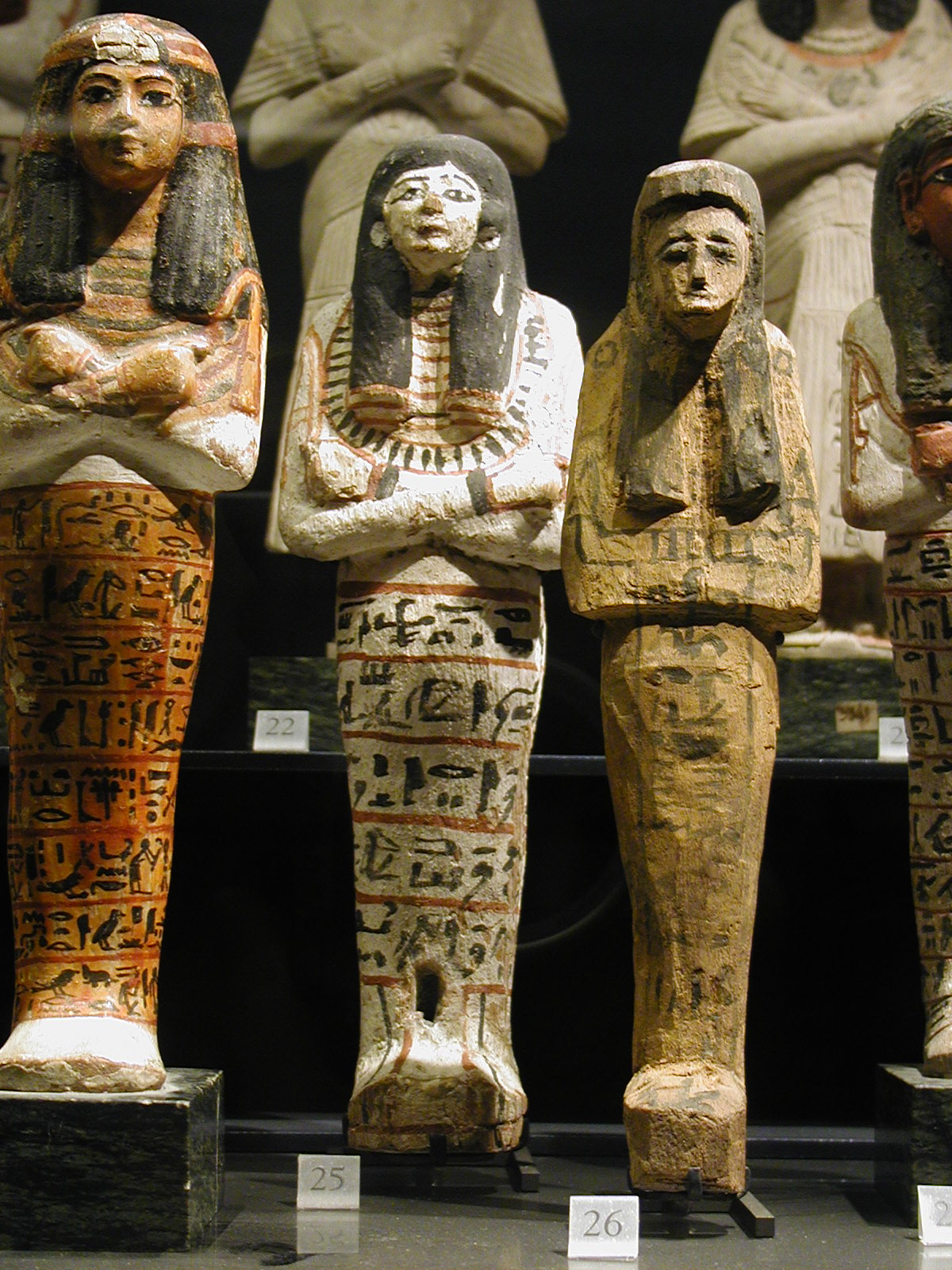
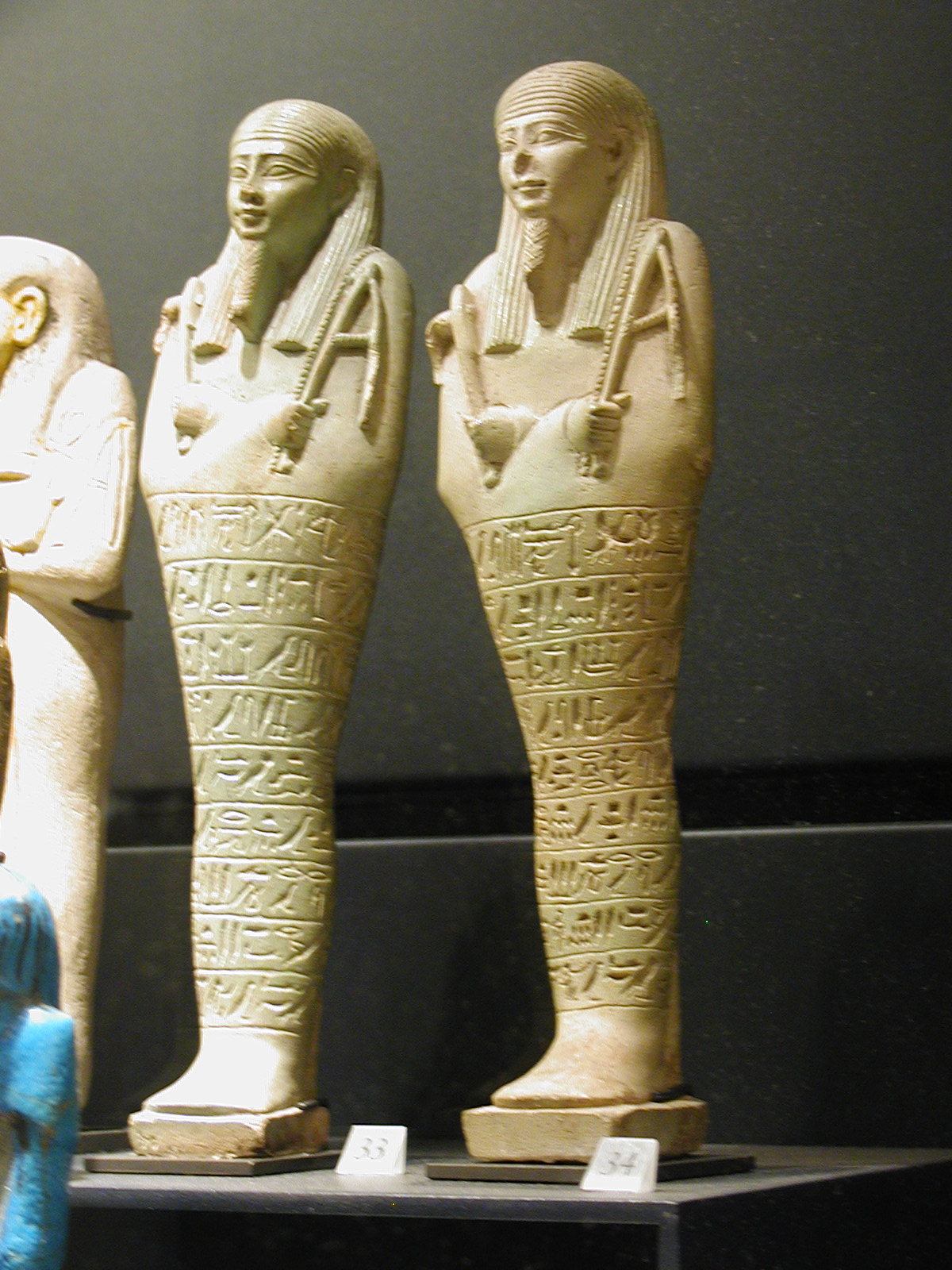